# شمال شرق بولتون (دائرة انتخابية في المملكة المتحدة)
شمال شرق بولتون (بالإنجليزية: Bolton North East)‏ هي إحدى الدوائر الانتخابية في المملكة المتحدة الممثلة في مجلس العموم في برلمان المملكة المتحدة.
عضو البرلمان الذي يمثلها حالياً هو :Mr David Crausby (Lab).